# Shōchū
Shōchū (焼酎?) è un distillato originario del Giappone.

## Caratteristiche
È più comunemente distillato da orzo, patate dolci o riso. In genere, contiene il 25% di alcool in volume  (più basso della grappa, del whisky o della vodka ma più forte del vino). Non è raro lo Shōchū multi-distillato, che è più simile ad un liquore europeo (fino a 35% di alcool in volume), ma in tal caso è tradizionalmente miscelato con altre bevande meno o non alcoliche.

## Area di produzione
È tradizionalmente diffuso nell'isola di Kyūshū ma oggi viene prodotto anche in altre località del Giappone.